# 台灣巴克動物懷善救援協會
台灣巴克動物懷善救援協會（英語：The PACK Sanctuary）是台灣的一個動保團體，成立於2010年6月，創始人為英國人尚恩·麥科馬克。於新北市三芝區擁有佔地四千坪的園區，分為「樂貓宅」與「狗王國」兩區，收容了數百隻動物，包含貓、狗、豬、羊、雞、鴨等。
美國導演Tim Gorski曾經於2017-2019年擔任巴克動物懷善救援協會的執行長，接手該組織的營運。

## 外部連結
- 官方网站